# Sedia Jadi
Sedia Jadi is een bestuurslaag in het regentschap Bener Meriah van de provincie Atjeh, Indonesië. Sedia Jadi telt 444 inwoners (volkstelling 2010).